# Pterodroma atrata
Pterodroma atrata é uma espécie de ave marinha da família Procellariidae.
Pode ser encontrada nos seguintes países: possivelmente Polinésia Francesa e Pitcairn.
Os seus habitats naturais são: florestas subtropicais ou tropicais húmidas de baixa altitude e mar aberto.